# Slaník
Slaník je obec v okrese Strakonice v Jihočeském kraji. Žije v ní 154 obyvatel. Severně od obce se nachází přírodní památka Pastvina u Přešťovic.

## Historie
První písemná zmínka o vesnici pochází z roku 1359. Ves se původně jmenovala Dvořec. V roce 1476 král Vladislav Jagellonský povolil, aby se ve vsi vystavěla tvrz s názvem Slaník. Tvrz stávala nad údolím Otavy a později zanikla.

## Obyvatelstvo
| Rok            | 1869 | 1880 | 1890 | 1900 | 1910 | 1921 | 1930 | 1950 | 1961 | 1970 | 1980 | 1991 | 2001 | 2011 | 2021 |
| -------------- | ---- | ---- | ---- | ---- | ---- | ---- | ---- | ---- | ---- | ---- | ---- | ---- | ---- | ---- | ---- |
| Počet obyvatel | 192  | 229  | 210  | 228  | 189  | 208  | 192  | 165  | 152  | 141  | 132  | 140  | 118  | 157  | 139  |
| Počet domů     | 27   | 27   | 28   | 31   | 32   | 32   | 40   | 43   | 38   | 35   | 34   | 47   | 48   | 52   | 54   |

## Obecní správa
Mezi lety 1869–1963 Slaník byl obcí v okrese Strakonice. V letech 1964–1990 patřil jako část obce k Přešťovicím a od 24. listopadu 1990 je opět samostatnou obcí.

### Obecní symboly
Znak a vlajka byly obci uděleny rozhodnutím předsedy Poslanecké sněmovny Parlamentu České republiky dne 22. října 2008.

## Pamětihodnosti
Do východní části katastrálního území Slaník zasahuje archeologická lokalita germánského sídliště a pohřebiště u Přešťovic, které je chráněné jako kulturní památka.